# Xuriella marmorea
Xuriella marmorea là một loài nhện trong họ Salticidae.
Loài này thuộc chi Xuriella. Xuriella marmorea được Wanda Wesołowska & Antonius van Harten miêu tả năm 2007.